# 96206 Eschenberg
96206 Eschenberg è un asteroide della fascia principale. Scoperto nel 1992, presenta un'orbita caratterizzata da un semiasse maggiore pari a 3,0712704 UA e da un'eccentricità di 0,1494576, inclinata di 3,51445° rispetto all'eclittica.